# 'Ndrina Bruzzise
La 'ndrina Bruzzise è una cosca della 'ndrangheta calabrese di Palmi alleata con i Parrello.

## Storia

### Anni settanta - La faida con i Gallico
Nel maggio del 1977 scoppia una faida tra i Gallico-Morgante-Sgrò-Sciglitano e tra i Parrello-Condello a cui si aggiungono anche i Bruzzise, anch'essi di Palmi ma che controllavano la zona "Montagna delle nevi".
Per la prima fazione erano presenti anche i Frisina, i Mazzullo, i, Gramuglia e i Costantino, mentre per la seconda: gli Iemma, i Merlino, i Gullo, i Papasergi, i Papaianni e alcuni esponenti dei Porpiglia, Celi, Anastasio, Crucitti, Zirino, Riotto, Cristofaro e Fameli.
La faida si concluderà solo nel 1990 con l'arresto di esponenti dei Gallico.

### Anni ottanta - Fine della faida
Nel 1989 a causa della sconfitta nella faida, parte dei Bruzzise si trasferirono a Nogarole Rocca in provincia di Verona.

### Anni 2000 - Riesplosione della faida
Questi ultimi anni, grazie all'operazione Cosa mia del 2010 fanno emergere una nuova esplosione della faida tra i Gallico e i Bruzzise.

### Anni 2010
- L'8 giugno 2010 si conclude l'operazione Cosa mia con l'arresto di 46 persone e altre 6 con mandato di cattura già in carcere. Sono accusati di estorsione, associazione mafiosa e di infiltrazione negli appalti legati all'ammodernamento del V macrolotto dell'autostrada A3, pretendevano una tangente del 3% alle ditte appaltatrici e il rifornimento di calcestruzzo da aziende vicini agli ambienti mafiosi[6]. Le 'ndrine coinvolte sono quelle dei Gallico-Morgante-Sgrò-Sciglitano e Bruzzise-Parrello[7][8][9].